# Чеченська мова
Чече́нська мо́ва (чеч. нохчийн мотт, noxçiyn mott) — мова чеченців, нахського народу Північного Кавказу, який є основним населенням Республіки Чечня, а також Хасав'юртівського району Дагестану.

## Носії
У світі чеченською мовою розмовляють приблизно півтора мільйона осіб, із них 1,3 млн. — в Росії, решта — у країнах Близького Сходу й Туреччині (нащадки мухаджирів), Грузії (кістинці), Азербайджану, країнах Західної Європи, серед них і сучасні політичні емігранти та біженці, пострадянських країнах, зокрема бл. 2,9 тис. осіб в Україні.

## Класифікація та діалекти
Чеченська мова разом із інгуською та бацбійською (остання — неписемна) належить до вайнахської підгрупи нахської (нахо-дагестанської) групи кавказьких (іберійсько-кавказьких) мов.
Основними діалектами чеченської мови є:
- рівнинний — найбільша кількість носіїв, переважно рівнинної Чечні; ліг в основу літературної норми.
- ітумкалінський або шатойський — діалект чеченців Шатою та прилеглих місцин; незначні фонетичні відмінності від рівнинного.
- кістинський — діалект кістинців — субетносу чеченців, які проживають у Панкіській долині (Панкіссі), Грузія; має значний вплив грузинської мови.
- мельхинський
- аккінський або ауховський — діалект чеченців Хасав'юртівського району Дагестану; має деякі фонетичні, граматичні й лексичні (наявність давніх лексем і мовних запозичень) відмінності порівняно з літературною нормою[2].

## Фонетика і фонологія
Фонетична система вирізняється складністю вокалізму (короткі, довгі умлаутовані, прості голосні, дифтонги, трифтонги, слабко виражені назалізація голосних, загалом виділяють 44 голосних) і консонантизму (прості, геміновані, абруптивні, фарингальні приголосні).

### Приголосні
В чеченській вирізняють від 40 до 60 приголосних (залежно від діалекту і аналізу).
|              | Губний               | Ясенні                      | Постальвеолярні    | Задньоязиковий | Увулярні | Глоткові | Гортанні |
| ------------ | -------------------- | --------------------------- | ------------------ | -------------- | -------- | -------- | -------- |
| Носові       | m mˤ                 | n nˤ                        |                    |                |          |          |          |
| Проривні     | pʰ b pʼ pː pˤ bˤ pːˤ | tʰ d tʼ tː tˤ dˤ tːˤ        |                    | kʰ ɡ kʼ kː     | qʰ qʼ qː | ʡ        | ʔ (ʔˤ)   |
| Африкати     |                      | tsʰ dz tsʼ tsː tsˤ dzˤ tsːˤ | tʃʰ dʒ tʃʼ tʃˤ dʒˤ |                |          |          |          |
| Фрикативні   | (f) (v)              | s z sˤ zˤ                   | ʃ ʒ ʃˤ ʒˤ          | x ʁ            | x ʁ      | ʜ        | h        |
| Ротичні      |                      | r r̥ rˤ                      |                    |                |          |          |          |
| Апроксиманти | w (ɥ) wˤ             | l lˤ                        | j                  |                |          |          |          |

## Писемність

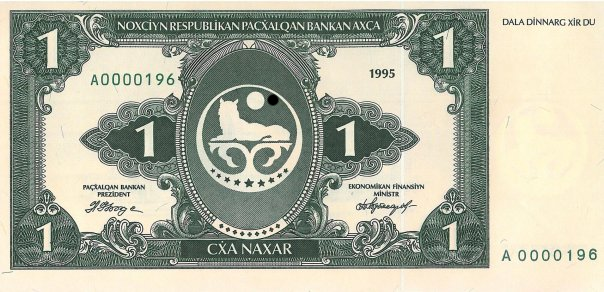
Чеченська латинка на банкноті в один нахар (де-юре валюта ЧРІ).

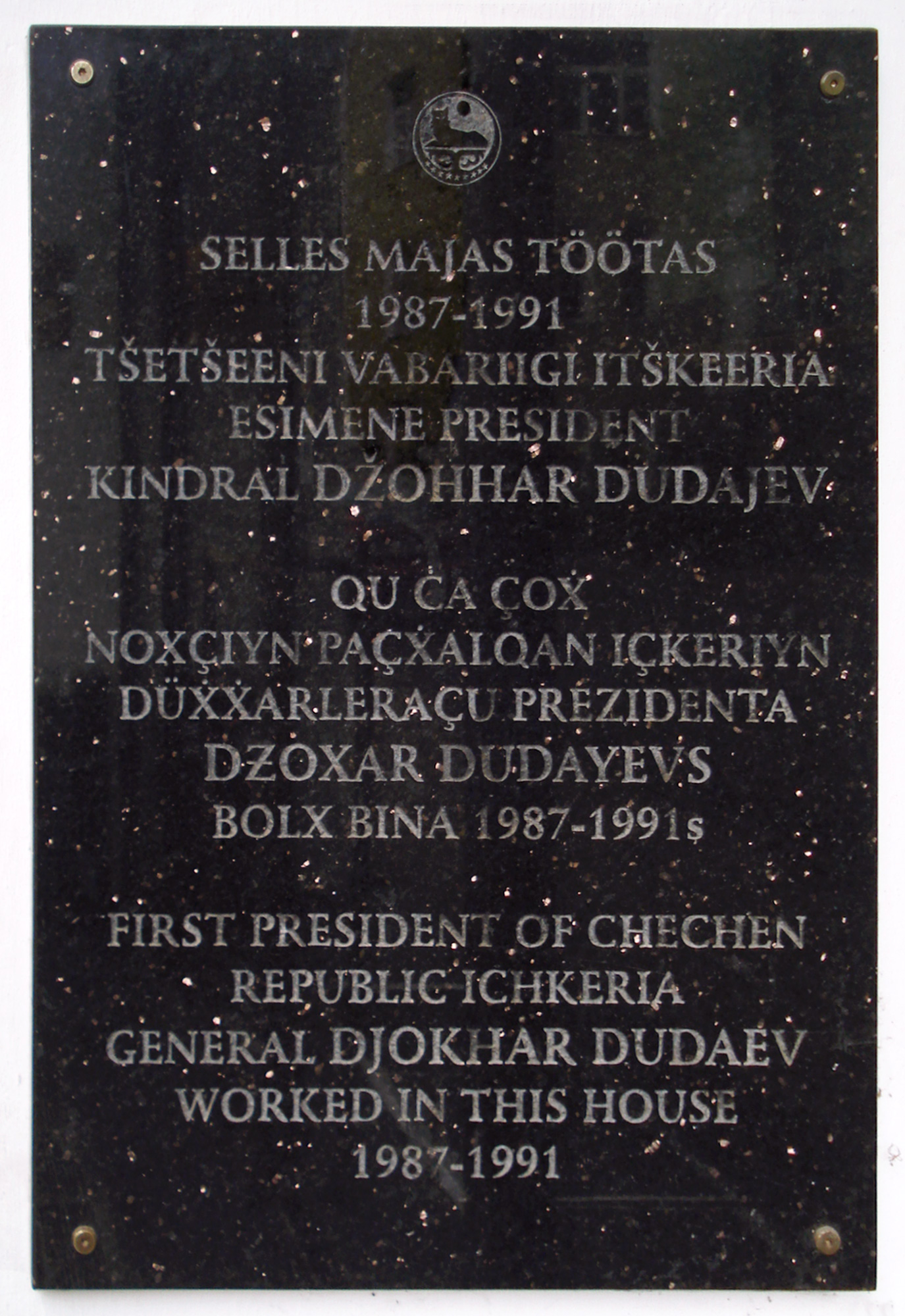
Меморіальна таблиця в Таллінні, присвячена Джохару Дудаєву. Абзац посередині написано чеченською латинкою 1990-их років.

Найдавніші надписи, знайдені на території Чечні, викарбувано на камінні й виконано грузинським письмом.
Першу писемність власне чеченської мови ще в 2-й половині XIX століття розробляв чеченський вчений Петро Услар. На початку XX століття було здійснено спробу перевести чеченську писемність на арабську графічну основу. В 1925 року чеченську мову, як і більшість мов СРСР, було переведено на латинку (1938 року ця абетка стала єдиною для чеченської та інгуської мови), а з 1938 року — на кириличну основу. В часи фактичної незалежності Чечні на початку 1990-х парламент Ічкерії ухвалив рішення про повернення латинки (1992). Однак, після фактичної поразки Ічкерії наприкінці 1990-х впровадження латинки зупинилося. 
Нині для чеченської мови використовують кириличну абетку. Характерною рисою чеченської кирилиці (як і багатьох інших кавказьких мов Росії) є наявність особливої літери — «палички» Ӏ ӏ. Її вживають як окремо, так і у диграфах. Через труднощі з набором «палички» на практиці її часто замінюють латинською I або цифрою 1 (у неформальному стилі).
Сучасна чеченська абетка на основі кирилиці: 
| А а   | Аь аь | Б б   | В в   | Г г   | Гӏ гӏ | Д д   | Е е   | Ё ё | Ж ж   |
| З з   | И и   | Й й   | К к   | Кх кх | Къ къ | Кӏ кӏ | Л л   | М м | Н н   |
| О о   | Оь оь | П п   | Пӏ пӏ | Р р   | С с   | Т т   | Тӏ тӏ | У у | Уь уь |
| Ф ф   | Х х   | Хь хь | Хӏ хӏ | Ц ц   | Цӏ цӏ | Ч ч   | Чӏ чӏ | Ш ш | Щ щ   |
| (Ъ) ъ | (Ы) ы | (Ь) ь | Э э   | Ю ю   | Юь юь | Я я   | Яь яь | Ӏ ӏ |       |

## Граматика
Морфологічна система аглютинативно-флективна. Має 6 граматичних класів, багатовідмінкове відмінювання, дієслівні категорії класу, часу, способу, виду.

### Особливості
Відмітними рисами чеченської мови є:
У морфології:
- іме́нникові властиві категорії числа, відмінка, іменні класи.
- аглютинація поєднується із внутрішньою флексією.

У синтаксисі:
- ергативна конструкція речення.

У фонетиці: 
- голосні довгі і короткі.
- наявність дифтонгів.
- гортанні і двозімкнені приголосні.

### Іменні класи
Кожен іменник у чеченській мові належить до одного з 6 іменних класів, за якими деякі прикметники та дієслова узгоджуються з іменниками з допомогою чотирьох префіксів д-, б-, й- та в-.
| Іменний клас  | Приклад іменника | Префікс в однині | Префікс у множині | Узгодження в однині         | Узгодження в множині          |
| ------------- | ---------------- | ---------------- | ----------------- | --------------------------- | ----------------------------- |
| 1. Клас в-    | кӏант (хлопчик)  | в-               | б- / д-           | веза кӏант 'важкий хлопчик' | беза кӏентий 'важкі хлопчики' |
| 2. Клас й-    | зуда (жінка)     | й-               | б- / д-           | йеза зуда 'важка жінка'     | беза зударий 'важкі жінки'    |
| 3. Клас й- II | пхьагал (заєць)  | й-               | й-                | йеза пхьагал 'важкий заєць' | йеза пхьагалаш 'важкі зайці'  |
| 4. Клас д-    | наж (дуб)        | д-               | д-                | деза наж 'важкий дуб'       | деза нежаш 'важкі дуби'       |
| 5. Клас б-    | мангал (коса)    | б-               | б-                | беза мангал 'важка коса'    | беза мангалаш 'важкі коси'    |
| 6. Клас б- II | Іаж (яблуко)     | б-               | д-                | беза Іаж 'важке яблуко'     | деза Іежаш 'важкі яблука'     |

Дієслова не змінюються за особами, але змінюються за класами. Неперехідні дієслова узгоджуються за класом із підметом:
Кӏант цӏа воьду — хлопчик іде додому
Перехідні дієслова узгоджуються з прямим додатком:
Кӏанта кехат доьшу — хлопчик читає лист
Класи пов'язані з біологічною статтю. Всі слова, що позначають людей чоловічої статі, належать до класу «в», всі слова, що позначають людей жіночої статі, належать до класу «й». До решти чотирьох класів належать переважно всі, що не є людиною, крім слова Дела (Бог), яке також належить до класу «в», а також такі слова як адам (людина), бер (дитина) та нускал (наречена). При цьому в цих класах нема чіткого розподілення і треба знати, до якого класу належить кожне з цих слів.

### Відмінки
В чеченській мові значна кількість відмінків. В сучасній літературній мові рахуються лише вісім, в такому порядку: називний, родовий, давальний, ергатив, орудний, субстантив (речовий), місцевий, порівняльний. Однак місцевий відмінок має кілька похідних форм, які можна вважати окремими відмінками.
| Відмінки               | Закінчення в однині | Закінчення в множині | Запитальні форми            |
| ---------------------- | ------------------- | -------------------- | --------------------------- |
| Називний               | -                   | -(а)ш, -и(й)         | Хто? Що? Кого? Чого?        |
| Родовий                | -(а)н               | -ийн, -ин            | Чий? Чого?                  |
| Давальний              | -на                 | -(а)шана             | Кому? Чому?                 |
| Ергатив                | -о, -(а)с           | -(а)ша               | Хто? Що?                    |
| Субстантив (речовий)   | -х, -ах             | -ях, -их             | Про кого? Про що? Від чого? |
| Орудний                | -ца                 | -(а)шца              | З ким? Чим?                 |
| Місцевий (перебування) | -ехь, -гахь         | -(а)шкахь            | У кого? У чого? Де?         |
| Місцевий (напрямок)    | -е, -га             | -(а)шка              | До кого? До чого?           |
| Місцевий (вихід)       | -ера, -гара         | -ара, -(а)шкара      | Від кого? Від чого?         |
| Місцевий (рух крізь)   | -ехула, -гахула     | -ахула, -(а)шкахула  | Крізь кого? Крізь що?       |
| Порівняльний           | -л                  | -ял, -ил             | Ніж хто? Ніж що?            |

В ергативі стоїть підмет, чий присудок виражено перехідним дієсловом:
Говро хи молу — кінь п'є воду
А підмет неперехідного дієслова і прямий додаток стоять у називному відмінку:
Говр йоду — кінь бігає
Цо говр дӏахийцира — він відпустив коня
Прикметники мають дві форми відмінювання — самостійне та несамостійне.
| Несамостійне відмінювання | Несамостійне відмінювання | Самостійне відмінювання | Самостійне відмінювання |               |
| Однина «Червоний прапор»  | Множина «Червоні прапори» | Однина «Червоний»       | Множина «Червоні»       |               |
| ------------------------- | ------------------------- | ----------------------- | ----------------------- | ------------- |
| Називний                  | Цӏен байракх              | Цӏен байракхаш          | Цӏениг                  | Цӏенаш        |
| Родовий                   | Цӏечу байракхан           | Цӏечу байракхийн        | Цӏечун                  | Цӏечеран      |
| Давальний                 | Цӏечу байракхана          | Цӏечу байракхашна       | Цӏечуна                 | Цӏечарна      |
| Ергатив                   | Цӏечу байракхо            | Цӏечу байракхаша        | Цӏечо                   | Цӏечара       |
| Субстантив (речовий)      | Цӏечу байракхах           | Цӏечу байракхийх        | Цӏечух                  | Цӏечарах      |
| Орудний                   | Цӏечу байракхаца          | Цӏечу байракхашца       | Цӏечуьнца               | Цӏечаьрца     |
| Місцевий (перебування)    | Цӏечу байракхехь          | Цӏечу байракхашкахь     | Цӏечуьнгахь             | Цӏечаьргахь   |
| Місцевий (напрямок)       | Цӏечу байракхе            | Цӏечу байракхашка       | Цӏечуьнга               | Цӏечаьрга     |
| Місцевий (вихід)          | Цӏечу байракхера          | Цӏечу байракхашкара     | Цӏечуьнгара             | Цӏечаьргара   |
| Місцевий (рух крізь)      | Цӏечу байракхехула        | Цӏечу байракхашкахула   | Цӏечуьнгахула           | Цӏечаьргахула |
| Порівняльний              | Цӏечу байракхал           | Цӏечу байракхийл        | Цӏечул                  | Цӏечарал      |

### Займенники
В чеченській мові є особові займенники в трьох особах і двох числах, а також розрізняють іклюзивну («ми, включно з тобою/вами») і ексклюзивну («ми, не включаючи тебе/вас») форми в першій особі множини.
| Відмінки               | Я         | Ми (екс.)  | Ми (інкл.) | Ти         | Ви        | Він/вона/воно | Вони       |
| ---------------------- | --------- | ---------- | ---------- | ---------- | --------- | ------------- | ---------- |
| Називний               | Со        | Тхо        | Вай        | Хьо        | Шу        | Иза           | Уьш        |
| Родовий                | Сан       | Тхан       | Вайн       | Хьан       | Шун       | Цуьнан        | Церан      |
| Давальний              | Суна      | Тхуна      | Вайна      | Хьуна      | Шуна      | Цунна         | Царна      |
| Ергатив                | Ас        | Ох         | Вай        | Ахь        | Аш        | Цо            | Цара       |
| Субстантив (речовий)   | Сох       | Тхох       | Вайх       | Хьох       | Шух       | Цунах         | Царах      |
| Орудний                | Соьца     | Тхоьца     | Вайца      | Хьоьца     | Шуьца     | Цуьнца        | Цаьрца     |
| Місцевий (перебування) | Соьгахь   | Тхоьгахь   | Вайгахь    | Хьоьгахь   | Шуьгахь   | Цуьнгахь      | Цаьргахь   |
| Місцевий (напрямок)    | Соьга     | Тхоьга     | Вайга      | Хьоьга     | Шуьга     | Цуьнга        | Цаьрга     |
| Місцевий (вихід)       | Соьгара   | Тхоьгара   | Вайгара    | Хьоьгара   | Шуьгара   | Цуьнгара      | Цаьргара   |
| Місцевий (рух крізь)   | Соьгахула | Тхоьгахула | Вайгахула  | Хьоьгахула | Шуьгахула | Цуьнгахула    | Цаьргахула |
| Порівняльний           | Сол       | Тхол       | Вайл       | Хьол       | Шул       | Цул           | Царал      |

Зворотні займенники:
| Відмінки               | Я сам     | Ми самі (екс.) | Ми самі (інкл.) | Ти сам     | Ви самі   | Він/вона/воно сам (-а, -е) | Вони самі |
| ---------------------- | --------- | -------------- | --------------- | ---------- | --------- | -------------------------- | --------- |
| Називний               | Со        | Тхаьш          | Ваьш            | Хьо        | Шаьш      | Ша                         | Шаьш      |
| Родовий                | Сайн      | Тхайн          | Вешан           | Хьайн      | Шайн      | Шен                        | Шайн      |
| Давальний              | Сайна     | Тхаьшна        | Ваьшна          | Хьайна     | Шайна     | Шена                       | Шайна     |
| Ергатив                | Айс       | Тхай           | Ваьш            | Айхьа      | Шай       | Ша                         | Шаьш      |
| Субстантив (речовий)   | Сайх      | Тхайх          | Ваьшха          | Хьайх      | Шайх      | Шех                        | Шайх      |
| Орудний                | Сайца     | Тхайца         | Ваьшца          | Хьайца     | Шайца     | Шеца                       | Шайца     |
| Місцевий (перебування) | Сайгахь   | Тхайгахь       | Ваьшкахь        | Хьайгахь   | Шайгахь   | Шегахь                     | Шайгахь   |
| Місцевий (напрямок)    | Сайга     | Тхайга         | Ваьшка          | Хьайга     | Шайга     | Шега                       | Шайга     |
| Місцевий (вихід)       | Сайгара   | Тхайгара       | Ваьшкара        | Хьайгара   | Шайгара   | Шегахула                   | Шайгара   |
| Місцевий (рух крізь)   | Сайгахула | Тхаьшкахула    | Ваьшкахула      | Хьайгахула | Шайгахула | Цуьнгахула                 | Шайгахула |
| Порівняльний           | Сайл      | Тхайл          | Вайл            | Хьайл      | Шайл      | Шел                        | Шайл      |

### Дієслово-зв'язка (копула)
В чеченській мові в теперішньому часі дієслово-зв'язка бути не упускається і узгоджується з підметом у класі:
Хьо лекха ву  — ти високий
Хьо лекха ю  — ти висока
И дитт доккха ду  — те дерево більше
Хӏорд кӏорга бу  — море глибоке
В минулому часі -у заміняється на -ара, а в майбутньому перед ним додається хира:
Хьо лекха вара  — ти був високий
Хьо лекха хира ву  — ти будеш високий.

### Часи
| Часи                      | Дан (робити) | Дийца (розповідати) |
| ------------------------- | ------------ | ------------------- |
| Теперішній простий        | До           | Дуьйцу              |
| Теперішній тривалий       | Деш ву       | Дуьйцуш ву          |
| Минулий доконаний         | Дина         | Дийцина             |
| Давноминулий              | Динера       | Дийцинера           |
| Минулий недоконаний       | Дора         | Дуьйцура            |
| Минулий недавно побачений | Ди           | Дийци               |
| Минулий давно побачений   | Дира         | Дийцира             |
| Минулий тривалий          | Деш вара     | Дуьйцуш вара        |
| Майбутній                 | Дийр ду      | Дуьйцур ду          |
| Майбутній тривалий        | Деш хир ву   | Дуьйцуш хир ву      |
| Майбутнє можливе          | Дор          | Дуьйцур             |

### Спосіб
В чеченській є кілька способів: наказовий, спонукальний і евіденційність. Наказовий спосіб має 5 видів:
Простий наказ
Дийца — говори, розповідай
Ввічливий наказ
Дийцахьа — будь ласка, говори
Дийцийша — будь ласка, говоріть
Наказове веління
Дийцал — говори (негайно!)
Зобов'язуюче веління
Дийцалахь — говори (коли мене не буде)
Категоричне веління
Дуьцийла — нехай поговорить!
Спонукальний спосіб виражає примус до чогось.
Деша — читати
Дешита — змусити читати
Евіденціність виражається з допомогою побачених і непобачених минулих часів.
Минуле недавно побачене — виражає дію, що відбулася в недавньому минулому на очах у мовця.
Ахьмада кехат язди — Ахмед написав лист (я це побачив).
Минуле давно побачене — також виражає побачене, але більш далеку в минулому дію.
Ахьмада кехат яздира — Ахмед написав лист (я це побачив)
Минуле непобачене — виражає дію, яку мовець не бачив.
Ахьмада кехат яздина хилла — Ахмед написав лист (так кажуть, я цього не бачив)
Минуле давно непобачене — вказує вже на більш давню минулу дію
Ахьмада кехат яздина хиллера — Ахмед написав лист (давно в минулому)
Минуле непобачине тривале — описує дію, що тривала в певний момент і мовець її не побачив.
Малика цӏа йогӏучу хенахь Ахьмад кехат яздеш хиллера — Коли Маліка йшла додому, Ахмед писав лист (я не побачив цього)

### Післяйменники
В чеченській мові використовують післяйменники, тобто слова, що відповідають українським прийменникам («під», «перед», «в» тощо), але стоять після іменників.
| Післяйменники  | Значення                |
| -------------- | ----------------------- |
| Цунна чохь     | В ньому                 |
| Цунна чу       | В нього                 |
| Цунна чуьра    | З нього                 |
| Цунна тӏехь    | На ньому                |
| Цунна тӏе      | На нього                |
| Цунна тӏера    | З нього                 |
| Цунна кӏелахь  | Під ним                 |
| Цунна кӏел     | Під нього               |
| Цунна кӏелара  | З-під нього             |
| Цунна хьалхахь | Перед ним               |
| Цунна тӏехьахь | Позаду нього            |
| Цул тӏаьхьа    | Після нього             |
| Цунна уллехь   | Поруч із ним            |
| Цунна юххе     | Поруч із ним            |
| Цунна гергахь  | Поруч із ним            |
| Цунна герггахь | Зовсім поруч із ним     |
| Цунна генахь   | Далеко від нього        |
| Цунна геннахь  | Зовсім далеко від нього |
| Цунна герга    | Близько до нього        |
| Цунна гергга   | Зовсім близько до нього |
| Цунна гена     | Далеко від нього        |
| Цунна генна    | Далеко-далеко від него  |
| Царна юккъехь  | Між ними                |
| Царна юккъе    | Між ними (напрямок)     |

### Заперечення
Заперечення утворюється трьому головними способами:
1) використанням заперечної частки ца перед дієсловом:
Ахьмад ца воьду гӏала — Ахмед не йде до міста.
2) використанням частки ма при забороні (веління не робити чогось):
 Ма дийца — не розповідай.
3) використанням окремої заперечної форми для дієслова ду («є»), що утворюється заміною -у на -ац:
Иза лекха вац  — він не високий.
Слово цхьа (один) може використовуватися в заперечних реченнях у значенні «ніяки», «ніхто».
Цхьа стаг вац кхузахь — нікого тут нема (однієї людини тут нема).
Для порівняння стверджувальне речення:
Цхьа стаг ву кхузахь — тут є одна людина.
Також може використовуватися подвоєння дієслова:
Цо хӏумма эца ца эцна — він нічого не купив (він нічого купити не купив).

## Статус

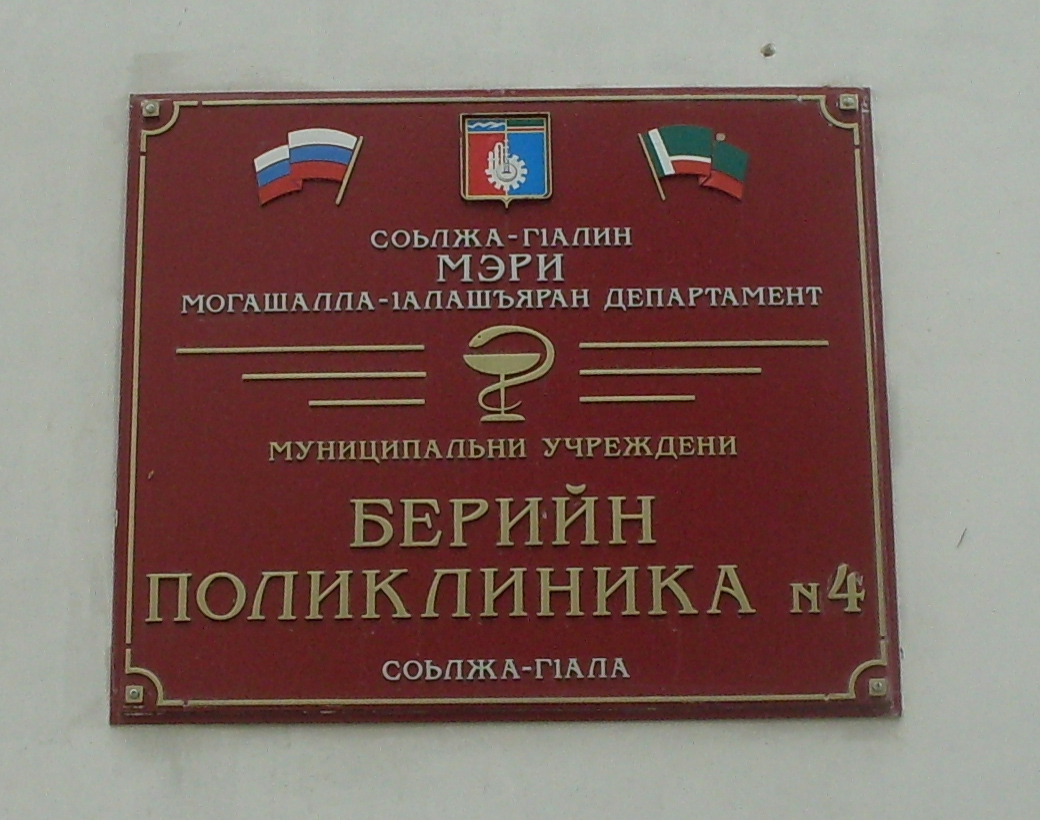
Табличка з написом чеченською мовою на поліклініці в Грозному.

Чеченська мова має офіційний статус у Чечні, нею проводять радіо- та телемовлення, видають книжки та періодичну пресу. Одним із основних і найстаріших національних ЗМІ є газета «Сердало́» («Світло»). 
Утім попри те, що чеченська мова домінує в усному спілкуванні серед чеченців, у письмовому вигляді її представлено дуже мало. Наприклад, у Грозному, де 95,7% населення складають чеченці, більшість вивісок і написів — лише російською мовою (здебільшого виняток становлять двомовні російсько-чеченські вивіски на офіційних установах). 
Подібна ситуація в інтернеті: всі офіційні сайти Чечні існують лише в російській версії. 
Найвідомішими чеченомовними сайтами є zhaina.com, присвячений літературі чеченською мовою, а також radiomarsho.com [Архівовано 18 серпня 2012 у Wayback Machine.] — чеченська версія радіо «Свободи».
Серед інших сайтів чеченською мовою: 
- g-daymohk.ru — сайт газети «Даймохк».
- dinulislam.org [Архівовано 26 травня 2013 у Wayback Machine.] та islamannur.org [Архівовано 7 січня 2013 у Wayback Machine.] — сайти, присвячені ісламу.
- st-atagi.ru [Архівовано 20 липня 2012 у Wayback Machine.] — неофіційний сайт села Старі Атаги (частина матеріалів сайту чеченською мовою).
- syrtash.com — нахська галерея.

## Приклад
- Ласкаво просимо! Марша догӏийла! [marʃa doɣɪɪla]
- Вітаю вас! Маршалла хуьлда! [marʃalla xylda]
- Доброго ранку! Ӏуьйре дика хуьлда!
- Скажіть, будь ласка... Алахьа, алийша...
- Дякую Баркалла. [barkalla]
- Стривайте/заждіть/зачекайте Собар де. [sobar de]
- Хвильку Кӏеззиг собар де [k'ezzɪg sobar de], хӏинцца. [hɪntstsa]
- Чи ви знаєте? Хаьий те шуна? [xæɪɪ te ʃuna]
- Вибачте Бехк ма билла. [bexk ma bɪlla]
- Так Хӏаъ. [hæ]
- Ні — Хӏан-хӏа [han ha]
- Ви розмовляєте українською/чеченською мовою? Хьуна, украинийн/нохчийн мотт хаьий? [ʜuna, ukraɪnɪɪn/noxtʃɪɪn motː xæɪɪ]
- Я не розмовляю українською/чеченською мовою. Ас украинийн/нохчийн маттахь ца дуьйцу. [as ukraɪnɪɪn/noxtʃɪɪn matːaʜ tsa dyɪtsu]